# West-Thürings voetbalkampioenschap 1926/27
In 1926/27 werd het elfde voetbalkampioenschap van West-Thüringen gespeeld, dat georganiseerd werd door de Midden-Duitse voetbalbond. 
FC 1905 Zella-Mehlis werd kampioen en plaatste zich voor de Midden-Duitse eindronde. De club verloor meteen van Sportfreunde Halle. 
VfB Germania Suhl veranderde de naam in 1. Suhler SV 06.

## Gauliga
| Plaats | Club                     | Wed. | W | G | V | Saldo | Ptn.  |
| ------ | ------------------------ | ---- | - | - | - | ----- | ----- |
| 1.     | FC 1905 Zella-Mehlis     | 14   |   |   |   | 42:22 | 23:5  |
| 2.     | SC 1912 Zella-Mehlis     | 14   |   |   |   | 32:23 | 19:7  |
| 3.     | VfL Meiningen 04         | 14   |   |   |   | 43:36 | 15:13 |
| 4.     | SpVgg Gelb-Rot Meiningen | 14   |   |   |   | 36:36 | 14:14 |
| 5.     | SV Wacker 04 Salzungen   | 14   |   |   |   | 32:36 | 14:14 |
| 6.     | SpVgg Zella-Mehlis 06    | 14   |   |   |   | 55:32 | 13:15 |
| 7.     | SV 1904 Schmalkalden     | 14   |   |   |   | 27:41 | 9:19  |
| 8.     | 1. Suhler SV 06          | 14   |   |   |   | 19:60 | 5:23  |

|  | Kampioen, geplaatst voor Midden-Duitse eindronde |
|  | Degradatie                                       |